# 三溪酒坊遺址
三溪酒坊遺址位於四川省瀘州市龍馬潭區，文物遺址年代判定為清。2012年7月16日公佈為第八批四川省文物保護單位。

## 簡介[2]
“三溪酒坊遺址”位於四川省瀘州市龍馬潭區石洞工業園區河咀村9社，建於清宣統年間，遺址現存有清代窖池4口，民國窖池38口，以及民國時期的晾堂、酒甑、冷卻器、水井等遺跡。民國年間興盛時，產基酒150噸左右，抗戰期間曾大量供應到內江，製作成高濃度酒精代替石油作為軍用燃料。這些窖池至今仍在積極發揮釀酒作用。自其建窖之始，既保持了原貌、原址不間斷使用至今，是釀酒史上的“活文物”，具有較高的的歷史、科學價值及豐富的文化內涵。2010年，三溪酒坊遺址被瀘州市人民政府公佈為市級文物保護單位。